# Silene gebleriana
Silene gebleriana là loài thực vật có hoa thuộc họ Cẩm chướng. Loài này được Schrenk miêu tả khoa học đầu tiên năm 1841.